# Sagres (birra)
Sagres è una marca portoghese di birra, popolare soprattutto nella zona di Lisbona, mentre a Porto prevale la Super Bock e a Madeira la Coral.
Fu fondata nel 1940 dalla Sociedade Central de Cervejas, che ha sede a Vialonga, frazione di Vila Franca de Xira, ed è controllata da Heineken dal 2008.
La birra Sagres è disponibile in diverse varietà:
- Branca (tasso alcolico 5%), la più diffusa, in vendita dal 1940.
- Preta (tasso alcolico 4,3%), birra nera, in vendita dal 1940.
- Bohemia (tasso alcolico 6,2%), birra scura lanciata nel 2005.
- Bohemia 1835 (tasso alcolico 6,6%), lanciata nel 2006 in edizione limitata per il 170º anniversario della Cervejaria da Trindade.
- Chopp (tasso alcolico 4,9%), birra di stile brasiliano al gusto di limone. Commercializzata nel 2006.
- Zero (tasso alcolico 0), variante non alcolica, in vendita dal 2005.
- Radler (tasso alcolico 2%), variante estiva in vendita dal 2013.